# 1. ŽNL Karlovačka 2010./11.
Prva županijska nogometna liga Karlovačka 2010./2011.
U 1. ŽNL Karlovačkoj u sezoni 2010./11. sudjeluju klubovi s područja Karlovačke županije, a liga predstavlja 5. rang natjecanja. 
Naslov prvaka je osvojio NK Zrinski Ozalj, ali se nije kvalificirao u viši rang. Iz lige su ispali NK Kupa Donje Mekušje i NK Vojnić '95.
| Mj. | Klub                         | Ut. | Pobj. | Nerj. | Por. | Gol+ | Gol- | Bod. |
| --- | ---------------------------- | --- | ----- | ----- | ---- | ---- | ---- | ---- |
| 1.  | NK Zrinski Ozalj             | 28  | 23    | 4     | 1    | 101  | 16   | 73   |
| 2.  | NK Ogulin                    | 28  | 20    | 4     | 4    | 72   | 25   | 64   |
| 3.  | NK Vrlovka Kamanje           | 28  | 15    | 7     | 6    | 58   | 26   | 52   |
| 4.  | NK Croatia '78 Žakanje       | 28  | 15    | 5     | 8    | 49   | 37   | 50   |
| 5.  | NK Vatrogasac Gornje Mekušje | 28  | 14    | 8     | 6    | 51   | 40   | 50   |
| 6.  | NK Dobra Sveti Petar         | 28  | 16    | 1     | 11   | 68   | 61   | 49   |
| 7.  | NK VOŠK Belavići             | 28  | 12    | 4     | 12   | 45   | 50   | 40   |
| 8.  | NK Duga Resa                 | 28  | 11    | 6     | 11   | 46   | 50   | 39   |
| 9.  | NK Draganić                  | 28  | 9     | 6     | 13   | 41   | 40   | 33   |
| 10. | NK Mladost Rečica            | 28  | 9     | 6     | 13   | 40   | 43   | 33   |
| 11. | NK Mostanje ALL Karlovac     | 28  | 8     | 8     | 12   | 44   | 69   | 32   |
| 12. | NK Oštarije                  | 28  | 8     | 4     | 16   | 41   | 53   | 28   |
| 13. | NK Cetingrad                 | 28  | 7     | 6     | 15   | 42   | 71   | 27   |
| 14. | NK Kupa Donje Mekušje        | 28  | 3     | 6     | 19   | 26   | 66   | 15   |
| 15. | NK Vojnić '95                | 28  | 1     | 3     | 24   | 23   | 100  | 6    |

## Rezultati
| NK Zrinski Ozalj - NK Dobra Sveti Petar 2:1 NK Cetingrad - NK Croatia '78 Žakanje 2:3 NK Vojnić '95 - NK Duga Resa 2:4 NK Oštarije - NK Mladost Rečica 3:2 NK Ogulin - NK Kupa Donje Mekušje 3:0 NK VOŠK Belavići - NK Draganić 4:1 NK Vrlovka Kamanje - NK Vatrogasac Gornje Mekušje 3:0 NK Mostanje ALL Karlovac slobodan    | NK Mostanje ALL Karlovac - NK Vrlovka Kamanje 1:2 NK Vatrogasac Gornje Mekušje - NK VOŠK Belavići 2:0 NK Draganić - NK Ogulin 1:2 NK Kupa Donje Mekušje - NK Oštarije 2:1 NK Mladost Rečica - NK Vojnić '95 4:1 NK Duga Resa - NK Cetingrad 2:5 NK Croatia '78 Žakanje - NK Zrinski Ozalj 2:3 NK Dobra Sveti Petar slobodan    | NK VOŠK Belavići - NK Mostanje ALL Karlovac 0:0 NK Ogulin - NK Vatrogasac Gornje Mekušje 4:0 NK Oštarije - NK Draganić 2:1 NK Vojnić '95 - NK Kupa Donje Mekušje 0:1 NK Cetingrad - NK Mladost Rečica 2:1 NK Zrinski Ozalj - NK Duga Resa 3:0 NK Dobra Sveti Petar - NK Croatia '78 Žakanje 1:2 NK Vrlovka Kamanje slobodan |
| NK Mostanje ALL Karlovac - NK Ogulin 1:1 NK Vrlovka Kamanje - NK VOŠK Belavići 2:2 NK Vatrogasac Gornje Mekušje - NK Oštarije 0:5 NK Draganić - NK Vojnić '95 5:1 NK Kupa Donje Mekušje - NK Cetingrad 2:3 NK Mladost Rečica - NK Zrinski Ozalj 1:2 NK Duga Resa - NK Dobra Sveti Petar 7:0 NK Croatia '78 Žakanje slobodan    | NK Oštarije - NK Mostanje ALL Karlovac 2:2 NK Ogulin - NK Vrlovka Kamanje 3:0 NK Vojnić '95 - NK Vatrogasac Gornje Mekušje 1:3 NK Cetingrad - NK Draganić 1:1 NK Zrinski Ozalj - NK Kupa Donje Mekušje 9:0 NK Dobra Sveti Petar - NK Mladost Rečica 1:4 NK Croatia '78 Žakanje - NK Duga Resa 4:0 NK VOŠK Belavići slobodan    | NK Mostanje ALL Karlovac - NK Vojnić '95 4:2 NK Vrlovka Kamanje - NK Oštarije 1:1 NK VOŠK Belavići - NK Ogulin 0:5 NK Vatrogasac Gornje Mekušje - NK Cetingrad 1:0 NK Draganić - NK Zrinski Ozalj 1:4 NK Kupa Donje Mekušje - NK Dobra Sveti Petar 1:2 NK Mladost Rečica - NK Croatia '78 Žakanje 0:1 NK Duga Resa slobodan |
| NK Cetingrad - NK Mostanje ALL Karlovac 0:2 NK Vojnić '95 - NK Vrlovka Kamanje 1:7 NK Oštarije - NK VOŠK Belavići 4:1 NK Zrinski Ozalj - NK Vatrogasac Gornje Mekušje 2:2 NK Dobra Sveti Petar - NK Draganić 4:2 NK Croatia '78 Žakanje - NK Kupa Donje Mekušje 1:0 NK Duga Resa - NK Mladost Rečica 0:3 NK Ogulin slobodan    | NK Mostanje ALL Karlovac - NK Zrinski Ozalj 0:4 NK Vrlovka Kamanje - NK Cetingrad 4:1 NK VOŠK Belavići - NK Vojnić '95 4:2 NK Ogulin - NK Oštarije 0:0 NK Vatrogasac Gornje Mekušje - NK Dobra Sveti Petar 4:1 NK Draganić - NK Croatia '78 Žakanje 1:1 NK Kupa Donje Mekušje - NK Duga Resa 0:0 NK Mladost Rečica slobodan    | NK Dobra Sveti Petar - NK Mostanje ALL Karlovac 3:0 NK Zrinski Ozalj - NK Vrlovka Kamanje 2:1 NK Cetingrad - NK VOŠK Belavići 0:0 NK Vojnić '95 - NK Ogulin 1:5 NK Croatia '78 Žakanje - NK Vatrogasac Gornje Mekušje 1:4 NK Duga Resa - NK Draganić 2:0 NK Mladost Rečica - NK Kupa Donje Mekušje 1:1 NK Oštarije slobodan |
| NK Mostanje ALL Karlovac - NK Croatia '78 Žakanje 2:1 NK Vrlovka Kamanje - NK Dobra Sveti Petar 3:0 NK VOŠK Belavići - NK Zrinski Ozalj 0:4 NK Ogulin - NK Cetingrad 3:0 ↓1 NK Oštarije - NK Vojnić '95 2:0 NK Vatrogasac Gornje Mekušje - NK Duga Resa 5:0 NK Draganić - NK Mladost Rečica 2:0 NK Kupa Donje Mekušje slobodan | NK Duga Resa - NK Mostanje ALL Karlovac 2:2 NK Croatia '78 Žakanje - NK Vrlovka Kamanje 1:1 NK Dobra Sveti Petar - NK VOŠK Belavići 1:2 NK Zrinski Ozalj - NK Ogulin 3:0 NK Cetingrad - NK Oštarije 3:0 NK Mladost Rečica - NK Vatrogasac Gornje Mekušje 2:0 NK Kupa Donje Mekušje - NK Draganić 0:1 NK Vojnić '95 slobodan    | NK Mostanje ALL Karlovac - NK Mladost Rečica 1:2 NK Vrlovka Kamanje - NK Duga Resa 3:0 NK VOŠK Belavići - NK Croatia '78 Žakanje 1:4 NK Ogulin - NK Dobra Sveti Petar 5:0 NK Oštarije - NK Zrinski Ozalj 0:2 NK Vojnić '95 - NK Cetingrad 1:4 NK Vatrogasac Gornje Mekušje - NK Kupa Donje Mekušje 2:1 NK Draganić slobodan |
| NK Kupa Donje Mekušje - NK Mostanje ALL Karlovac 0:0 NK Mladost Rečica - NK Vrlovka Kamanje 0:3 NK Duga Resa - NK VOŠK Belavići 1:2 NK Croatia '78 Žakanje - NK Ogulin 2:6 NK Dobra Sveti Petar - NK Oštarije 3:1 NK Zrinski Ozalj - NK Vojnić '95 9:0 NK Draganić - NK Vatrogasac Gornje Mekušje 0:1 NK Cetingrad slobodan    | NK Mostanje ALL Karlovac - NK Draganić 1:4 NK Vrlovka Kamanje - NK Kupa Donje Mekušje 5:0 NK VOŠK Belavići - NK Mladost Rečica 3:0 NK Ogulin - NK Duga Resa 3:0 ↓2 NK Oštarije - NK Croatia '78 Žakanje 0:1 NK Vojnić '95 - NK Dobra Sveti Petar 0:3 NK Cetingrad - NK Zrinski Ozalj 0:2 NK Vatrogasac Gornje Mekušje slobodan | NK Vatrogasac Gornje Mekušje - NK Mostanje ALL Karlovac 2:1 NK Draganić - NK Vrlovka Kamanje 0:0 NK Kupa Donje Mekušje - NK VOŠK Belavići 0:1 NK Mladost Rečica - NK Ogulin 0:1 NK Duga Resa - NK Oštarije 5:0 NK Croatia '78 Žakanje - NK Vojnić '95 1:0 NK Dobra Sveti Petar - NK Cetingrad 7:2 NK Zrinski Ozalj slobodan |
| NK Dobra Sveti Petar - NK Zrinski Ozalj 1:2 NK Croatia '78 Žakanje - NK Cetingrad 5:0 NK Duga Resa - NK Vojnić '95 1:1 NK Mladost Rečica - NK Oštarije 3:0 NK Kupa Donje Mekušje - NK Ogulin 0:3 NK Draganić - NK VOŠK Belavići 0:1 NK Vatrogasac Gornje Mekušje - NK Vrlovka Kamanje 1:1 NK Mostanje ALL Karlovac slobodan    | NK Vrlovka Kamanje - NK Mostanje ALL Karlovac 0:0 NK VOŠK Belavići - NK Vatrogasac Gornje Mekušje 1:1 NK Ogulin - NK Draganić 2:0 NK Oštarije - NK Kupa Donje Mekušje 1:1 NK Vojnić '95 - NK Mladost Rečica 0:0 NK Cetingrad - NK Duga Resa 1:2 NK Zrinski Ozalj - NK Croatia '78 Žakanje 5:0 NK Dobra Sveti Petar slobodan    | NK Mostanje ALL Karlovac - NK VOŠK Belavići 0:5 NK Vatrogasac Gornje Mekušje - NK Ogulin 1:1 NK Draganić - NK Oštarije 4:1 NK Kupa Donje Mekušje - NK Vojnić '95 1:2 NK Mladost Rečica - NK Cetingrad 2:2 NK Duga Resa - NK Zrinski Ozalj 0:3 NK Croatia '78 Žakanje - NK Dobra Sveti Petar 1:1 NK Vrlovka Kamanje slobodan |
| NK Ogulin - NK Mostanje ALL Karlovac 4:1 NK VOŠK Belavići - NK Vrlovka Kamanje 0:1 NK Oštarije - NK Vatrogasac Gornje Mekušje 2:0 NK Vojnić '95 - NK Draganić 2:2 NK Cetingrad - NK Kupa Donje Mekušje 1:2 NK Zrinski Ozalj - NK Mladost Rečica 0:1 NK Dobra Sveti Petar - NK Duga Resa 4:1 NK Croatia '78 Žakanje slobodan    | NK Mostanje ALL Karlovac - NK Oštarije 3:2 NK Vrlovka Kamanje - NK Ogulin 1:3 NK Vatrogasac Gornje Mekušje - NK Vojnić '95 1:0 NK Draganić - NK Cetingrad 3:1 NK Kupa Donje Mekušje - NK Zrinski Ozalj 2:2 NK Mladost Rečica - NK Dobra Sveti Petar 1:3 NK Duga Resa - NK Croatia '78 Žakanje 3:0 NK VOŠK Belavići slobodan    | NK Vojnić '95 - NK Mostanje ALL Karlovac 1:3 NK Oštarije - NK Vrlovka Kamanje 1:2 NK Ogulin - NK VOŠK Belavići 2:0 NK Cetingrad - NK Vatrogasac Gornje Mekušje 1:1 NK Zrinski Ozalj - NK Draganić 4:0 NK Dobra Sveti Petar - NK Kupa Donje Mekušje 5:2 NK Croatia '78 Žakanje - NK Mladost Rečica 2:2 NK Duga Resa slobodan |
| NK Mostanje ALL Karlovac - NK Cetingrad 2:2 NK Vrlovka Kamanje - NK Vojnić '95 3:0 ↓3 NK VOŠK Belavići - NK Oštarije 4:1 NK Vatrogasac Gornje Mekušje - NK Zrinski Ozalj 1:1 NK Draganić - NK Dobra Sveti Petar 1:2 NK Kupa Donje Mekušje - NK Croatia '78 Žakanje 0:0 NK Mladost Rečica - NK Duga Resa 2:2 NK Ogulin slobodan | NK Zrinski Ozalj - NK Mostanje ALL Karlovac 7:1 NK Cetingrad - NK Vrlovka Kamanje 0:6 NK Vojnić '95 - NK VOŠK Belavići 0:3 NK Oštarije - NK Ogulin 0:1 NK Dobra Sveti Petar - NK Vatrogasac Gornje Mekušje 4:2 NK Croatia '78 Žakanje - NK Draganić 1:0 NK Duga Resa - NK Kupa Donje Mekušje 3:1 NK Mladost Rečica slobodan    | NK Mostanje ALL Karlovac - NK Dobra Sveti Petar 5:2 NK Vrlovka Kamanje - NK Zrinski Ozalj 0:0 NK VOŠK Belavići - NK Cetingrad 5:1 NK Ogulin - NK Vojnić '95 9:1 NK Vatrogasac Gornje Mekušje - NK Croatia '78 Žakanje 3:2 NK Draganić - NK Duga Resa 1:1 NK Kupa Donje Mekušje - NK Mladost Rečica 0:2 NK Oštarije slobodan |
| NK Croatia '78 Žakanje - NK Mostanje ALL Karlovac 3:0 NK Dobra Sveti Petar - NK Vrlovka Kamanje 4:1 NK Zrinski Ozalj - NK VOŠK Belavići 5:0 NK Cetingrad - NK Ogulin 1:1 NK Vojnić '95 - NK Oštarije 1:5 NK Duga Resa - NK Vatrogasac Gornje Mekušje 0:1 NK Mladost Rečica - NK Draganić 0:3 NK Kupa Donje Mekušje slobodan    | NK Mostanje ALL Karlovac - NK Duga Resa 2:2 NK Vrlovka Kamanje - NK Croatia '78 Žakanje 0:1 NK VOŠK Belavići - NK Dobra Sveti Petar 1:3 NK Ogulin - NK Zrinski Ozalj 0:6 NK Oštarije - NK Cetingrad 3:0 ↓4 NK Vatrogasac Gornje Mekušje - NK Mladost Rečica 1:1 NK Draganić - NK Kupa Donje Mekušje 4:0 NK Vojnić '95 slobodan | NK Mladost Rečica - NK Mostanje ALL Karlovac 2:3 NK Duga Resa - NK Vrlovka Kamanje 1:0 NK Croatia '78 Žakanje - NK VOŠK Belavići 3:0 NK Dobra Sveti Petar - NK Ogulin 2:1 NK Zrinski Ozalj - NK Oštarije 4:2 NK Cetingrad - NK Vojnić '95 4:0 NK Kupa Donje Mekušje - NK Vatrogasac Gornje Mekušje 2:3 NK Draganić slobodan |
| NK Mostanje ALL Karlovac - NK Kupa Donje Mekušje 4:3 NK Vrlovka Kamanje - NK Mladost Rečica 3:0 NK VOŠK Belavići - NK Duga Resa 0:2 NK Ogulin - NK Croatia '78 Žakanje 1:0 NK Oštarije - NK Dobra Sveti Petar 1:3 NK Vojnić '95 - NK Zrinski Ozalj 0:4 NK Vatrogasac Gornje Mekušje - NK Draganić 0:0 NK Cetingrad slobodan    | NK Draganić - NK Mostanje ALL Karlovac 2:0 NK Kupa Donje Mekušje - NK Vrlovka Kamanje 2:3 NK Mladost Rečica - NK VOŠK Belavići 3:1 NK Duga Resa - NK Ogulin 3:1 NK Croatia '78 Žakanje - NK Oštarije 2:0 NK Dobra Sveti Petar - NK Vojnić '95 4:2 NK Zrinski Ozalj - NK Cetingrad 7:0 NK Vatrogasac Gornje Mekušje slobodan    | NK Mostanje ALL Karlovac - NK Vatrogasac Gornje Mekušje 3:9 NK Vrlovka Kamanje - NK Draganić 2:1 NK VOŠK Belavići - NK Kupa Donje Mekušje 4:2 NK Ogulin - NK Mladost Rečica 2:1 NK Oštarije - NK Duga Resa 1:2 NK Vojnić '95 - NK Croatia '78 Žakanje 1:4 NK Cetingrad - NK Dobra Sveti Petar 5:3 NK Zrinski Ozalj slobodan |